# Skjorta
Skjorta är ett av klädedräktens tidigaste plagg, som förekommit i sin ursprungliga form sedan antiken. Skjortan var fram till tidigt 1900-tal ett renodlat underklädesplagg. Att "visa sig i skjortärmarna" ansågs i många kretsar obscent. I takt med värmesystemens utbredning avtog klädernas praktiska behov; på 1920-talet blev det socialt acceptabelt att ta av sig kavajen inomhus, så länge man hade väst under, och så länge det var på arbetsplatsen. Successivt har skjortan stigit i rang och fått allt större betydelse i takt med att klädkoderna lättats upp. Idag är skjortan ett klädesplagg, vars passform och utseende är nog så viktigt, i synnerhet om man bär det som överplagg. 
Skjortan bärs idag ofta som överplagg, ensam eller under en tröja, och stoppas ibland inte in i byxorna. Detta ställer dock krav som tidigare inte varit nödvändiga på passform, eftersom skjortan hamnar i blickfånget liksom tidigare var fallet med kavajen. Skjortan kan bäras såväl utanpå som instoppad under en kavaj, men enligt vedertagna klädnormer anses instoppad skjorta gälla i formella sammanhang. Används slips bör skjortan i normalfallet stoppas in.
Variationen mellan skjortor ligger, förutom på tyget, i formen på krage och manschetter som finns i många olika former. Skjortor kan tillverkas av olika material såsom bomull, nylon, polyester etc. Variationen är stor när det gäller modeller.

## Passform
Skjortan är ett av de få plagg som ofta förekommer i olika passformer. En passform är ett storleksförhållande mellan plaggets olika delar. Den vanligaste skillnaden mellan olika passformer är storleken på bålen (magpartiet), även om vissa passformer har skillnader även över armar. Smalare passformer åstadkommer den smalare bålen antingen genom att skjortan är insydd i sidan, eller att två veck i ryggen sytts.
Passformars olika namn varierar och kan exempelvis vara Classic, Fitted Body, Slimline, Tailored fit och Extra slim fit.

## Krage
Kragen är den del av skjortan som sitter närmast halsen. Den har en mängd olika utseenden, men är samtidigt den del av skjortan som är mest känslig för modets olika svängningar. I nya modeller som har ett intensivt mönster har ofta kragen och manschetten lämnats enfärgade.

## Knäppning
Knäppningen kan vara antingen synlig eller dold. Skjortan kan ha bröstfickor. Manschetterna kan vara raka, runda eller dubbla för manschettknappar. Ryggen kan vara slimmad, rak eller ha ryggveck på sidorna eller i mitten.
Under den segregerade medeltiden ansågs mannen, liksom Jesus, vara den som stod närmast Gud och därmed på hans högra sida. Högersidan förknippades med solen, ljuset och “den manliga principen” och detta visualiserades genom att placera knapparna till höger på männens plagg[källa behövs]. Den vänstra sidan förknippades istället med natten, månen och det förflutna, varför kvinnorna fick bära sina knappar till vänster[källa behövs]. Nu var det inte speciellt vanligt med knappar i kvinnokläder, eftersom dessa ansågs alltför lätta att öppna och knapparna sågs därför som ett manligt attribut under några århundraden medan kvinnorna fick hålla sig till snörning och hyskor[källa behövs].
Så småningom började man även sära på kvinnor och män i kyrkan. Männens sida blev då av “naturliga” skäl den högra, medan kvinnorna fick hålla sig till vänster. Knäppningen fick då ytterligare en funktion; Kvinnorna kunde amma sina barn i kyrkan samtidigt som de kunde skyla sig för den manliga sidan eftersom damknäppningen öppnas åt vänster.